# Sadie Sink
Sadie Elizabeth Sink (Brenham, Texas; 16 de abril de  2002) es una actriz estadounidense. Alcanzó fama internacional por su papel de Max Mayfield en la serie original sobrenatural de Netflix, Stranger Things, por el que fue nominada junto al resto del elenco de la segunda temporada en 2018 a los Premios SAG como «mejor reparto de televisión» en la categoría de drama. Entre otros de sus trabajos más notables también se incluyen su personaje protagónico de Ziggy Berman en la segunda parte de la trilogía de películas de Netflix La calle del terror (2021), su participación en Broadway en musicales como Annie (2012), y su coprotagónico en el cortometraje de la cantante estadounidense Taylor Swift, All Too Well: The Short Film (2021), junto a Dylan O'Brien.

## Carrera
Sink nació en Texas para luego mudarse a Nueva York y tomar clases en Performing Arts en Houston durante la temporada 2011-12, donde actuó en las producciones musicales de White Christmas y Annie. Debutó en los escenarios de Broadway como parte del elenco original del revival de Annie. Mientras trabajaba allí, también apareció en la serie de televisión The Americans, interpretando el papel de Lana.
En 2015 protagonizó junto a Helen Mirren la obra de Broadway The Audience como la joven Isabel II. También obtuvo el papel de Kimberly en la película Chuck.
En 2017, Sink comenzó a interpretar a Max Mayfield, una patinadora proveniente de una familia abusiva, en la serie original de Netflix Stranger Things. Ese mismo año, apareció en la película The Glass Castle.
En 2018 colaboró con Rooney Mara, Sia, Joaquin Phoenix y Kat Von D narrando el documental sobre derechos animales de Chris Delforce Dominion.
En 2019, Sink interpretó a Haley en la película de terror de Netflix Eli.
En 2020 protagonizó la película Dear Zoe Junto a Theo Rossi, adaptación del libro del mismo nombre del autor Philip Beard, este filme se estrenó durante el año 2022 únicamente para plataformas digitales.
En 2021 apareció en la segunda y en la tercera entrega de la Trilogía de La calle del terror, protagonizando La calle del terror (Parte 2): 1978 y apareciendo en La calle del terror (Parte 3): 1666. En noviembre de ese mismo año, protagonizó junto a Dylan O'Brien el cortometraje creado por Taylor Swift All Too Well: The Short Film.
En 2022 compartió créditos con Brendan Fraser en el filme de Darren Aronofsky La ballena, donde interpretó a Ellie, la hija del protagonista, Charlie, un hombre con obesidad mórbida y que en un último intento de redención desea conectar con su rebelde y desagradable hija.

## Filmografía

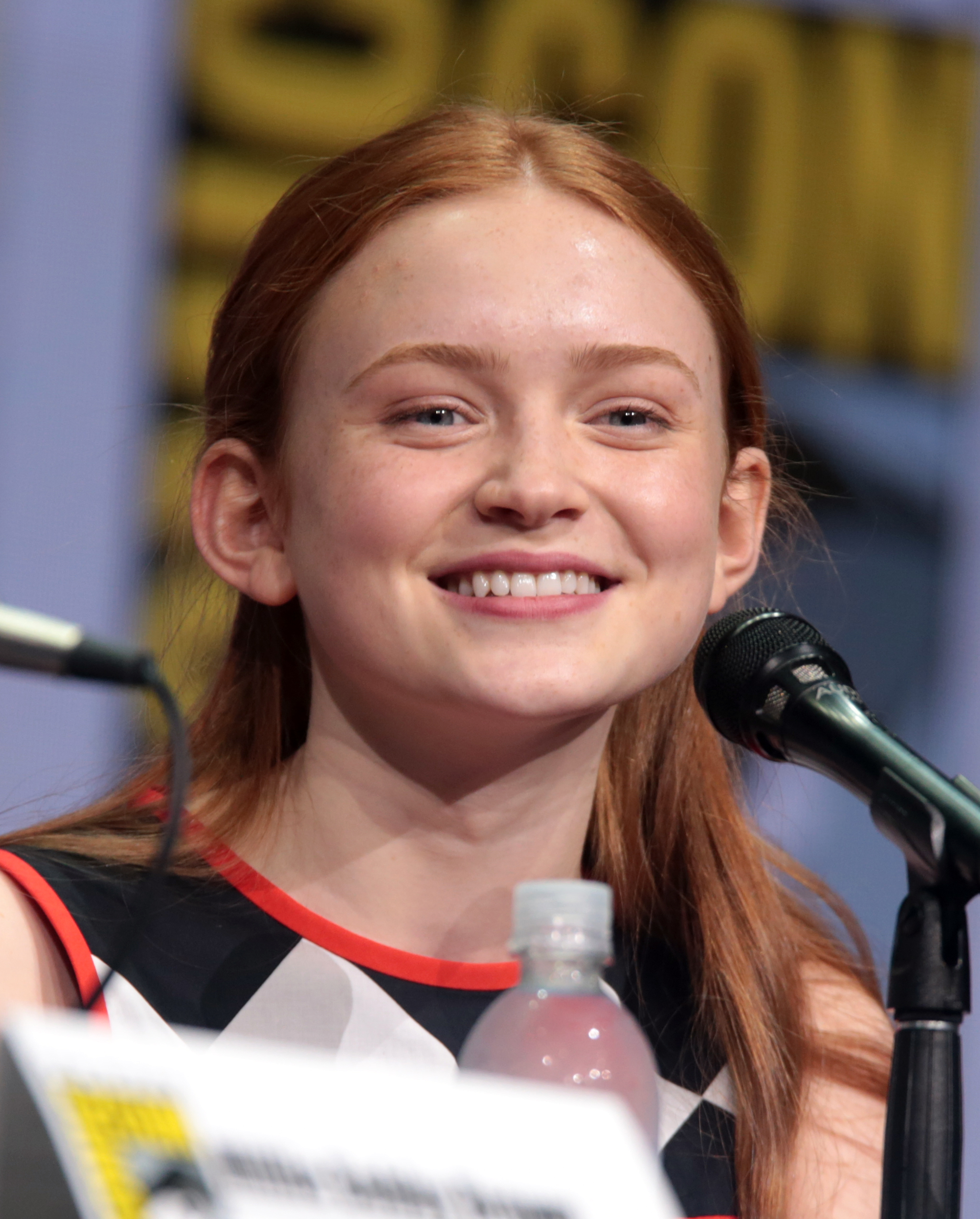
Sink durante la Comic Con de San Diego en 2017.

### Cine
| Año  | Título                              | Papel                    | Notas        |
| ---- | ----------------------------------- | ------------------------ | ------------ |
| 2016 | The Bleeder                         | Kimberley                |              |
| 2017 | The Glass Castle                    | Lori Walls (13 años)     |              |
| 2018 | Dominion                            | Narradora                | Documental   |
| 2019 | Eli                                 | Haley                    |              |
| 2021 | La calle del terror (Parte 2): 1978 | Ziggy Berman             |              |
| 2021 | La calle del terror (Parte 3): 1666 | Constance / Ziggy Berman |              |
| 2021 | All Too Well: The Short Film        | Her                      | Cortometraje |
| 2022 | The Whale                           | Ellie Sarsfield          |              |
| 2022 | Dear Zoe                            | Tess DeNunzio            |              |
| 2024 | A Sacrifice                         | Mazzy                    |              |
| 2025 | O'Dessa                             | O'Dessa                  |              |
| 2026 | Spider-Man: Brand New Day           |                          |              |

### Televisión
| Año           | Título                    | Papel                 | Notas                                    |
| ------------- | ------------------------- | --------------------- | ---------------------------------------- |
| 2013          | The Americans             | Lana                  | Episodio: «Mutually Assured Destruction» |
| 2014          | Blue Bloods               | Daisy Carpenter       | Episodio: «Insult to Injury»             |
| 2015          | American Odyssey          | Suzanne Ballard       | Elenco principal; 11 episodios           |
| 2016          | Unbreakable Kimmy Schmidt | Tween Girl            | Episodio: «Kimmy Sees a Sunset!»         |
| 2017–presente | Stranger Things           | Maxine «Max» Mayfield | Elenco principal                         |

### Teatro
| Año  | Título       | Papel                    |
| ---- | ------------ | ------------------------ |
| 2012 | Annie        | Annie                    |
| 2015 | The Audience | Reina Elizabeth II joven |

## Premios y nominaciones
| Año  | Premio                                         | Categoría                                                                                                 | Trabajo nominado                    | Resultado | Ref(s)                              |
| ---- | ---------------------------------------------- | --- | ----------------------------------- | --------- | ----------------------------------- |
| 2018 | Premios del Sindicato de Actores               | Mejor Reparto de televisión - Drama (compartido con el elenco)                                            | Stranger Things                     | Nominada  | [ 14 ]                              |
| 2018 | MTV Movie & TV Awards                          | Mejor equipo en pantalla (compartido con Gaten Matarazzo, Finn Wolfhard, Caleb McLaughlin y Noah Schnapp) | Stranger Things                     | Nominada  | [ 15 ]                              |
| 2020 | Premios del Sindicato de Actores               | Mejor Reparto de televisión - Drama (compartido con el elenco)                                            | Stranger Things                     | Nominada  | [ 16 ]                              |
| 2022 | MTV Movie & TV Awards                          | Actuación más aterradora                                                                                  | La calle del terror (Parte 2): 1978 | Nominada  | [ 17 ]                              |
| 2022 | Gold Derby Television Awards                   | Mejor actriz de reparto de Drama                                                                          | Stranger Things                     | Nominada  | [ 18 ]                              |
| 2022 | Asociación de Críticos de Hollywood            | Mejor actriz de reparto en una serie de streaming, Drama                                                  | Stranger Things                     | Ganadora  | [ 19 ]                              |
| 2022 | Woods Hole Film Festival                       | Mejor actuación en un Largometraje (Adolescente)                                                          | Dear Zoe                            | Ganadora  | [ 20 ]                              |
| 2022 | Premios Saturn                                 | Mejor interpretación de un actor/actriz joven                                                             | Stranger Things                     | Nominada  | [ 21 ]                              |
| 2022 | SCAD Awards                                    | Rising Star Award                                                                                         | The Whale                           | Ganadora  | [ 22 ]                              |
| 2022 | Las Vegas Film Critics Society                 | Best Female Youth Performance                                                                             | The Whale                           | Nominada  | [ 23 ]                              |
| 2022 | Washington D. C. Area Film Critics Association | Best Youth Performance                                                                                    | The Whale                           | Nominada  | [ 24 ]                              |
| 2022 | Indiana Film Journalists Association           | Mejor actriz de reparto                                                                                   | The Whale                           | Nominada  | [ 25 ]                              |
| 2022 | Premios de la Crítica Cinematográfica          | Mejor intérprete joven                                                                                    | The Whale                           | Nominada  | [ 26 ]                              |
| 2022 | New Mexico Critics Association Awards          | Mejor actor/actriz                                                                                        | The Whale                           | Ganadora  | -style="border-top:2px solid gray;" |
| 2023 | Alianza de Mujeres Periodistas de Cine         | Best Woman's Breakthrough Performance                                                                     | The Whale                           | Nominada  | [ 28 ]                              |
| 2023 | Kids Choice Awards                             | Favorite Female TV Star                                                                                   | Stranger Things                     | Nominada  |                                     |